# Kokken

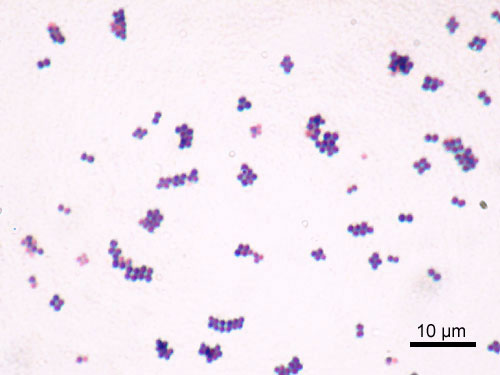
Stafylokokken

Kokken, ook wel coccen (Latijn: coccus, mv cocci) zijn bolvormige bacteriën. Na telkens herhaalde deling vanuit de oorspronkelijke moedercel, blijven de dochtercellen op een, voor iedere kokkensoort karakteristieke wijze, bij elkaar liggen. Zo kunnen kokken los liggen, of in ketens (bijvoorbeeld streptokokken Streptococcus), groepjes (druiventrosvorm bij stafylokokken Staphylococcus), of twee aan twee (duplokokken, bijvoorbeeld gonokokken Neisseria gonorrhoeae).
Een apart geslacht onder de kokken is Micrococcus. Deze bacterie heeft een diameter van 0,5 tot 3 micrometer, en een redelijk dikke celwand, die de helft van haar totale massa uitmaakt. Micrococcus komt wijd verspreid in de natuur voor in water, grond en stof. Het genoom van Micrococcus bestaat voor een groot deel uit guanine en cytosine.